# Acrobeloides cubaensis
Acrobeloides cubaensis är en rundmaskart. Acrobeloides cubaensis ingår i släktet Acrobeloides och familjen Cephalobidae. Inga underarter finns listade i Catalogue of Life.